# Edwin Roedder (Germanist)
Edwin Carl Lothar Clemens Roedder (* 8. April 1873 in Niederwasser; † 21. Oktober 1945 in Madison) war ein deutschamerikanischer Germanist.

## Leben
Er war der Sohn eines rheinischen Bauingenieurs, der zum Bau der Schwarzwaldbahn in den Schwarzwald gekommen war. Die Mutter stammte aus Schefflenz, wo die Familie auch immer wieder Zeit verbrachte und wo Edwin die Grundschule besuchte. Er war anschließend an den Gymnasien in Tauberbischofsheim und Bruchsal und studierte ab 1891 an der Universität Heidelberg klassische Literatur. 1892 wechselte er an die Universität in Ann Arbor, die er als Dr. phil. verließ, um danach weiter in Ann Arbor und an einer Militärakademie Deutsch zu unterrichten. Um 1900 wechselte er an die Universität von Wisconsin, wo er vom Dozenten zum Professor aufstieg und knapp 30 Jahre lehrte. Im Herbst 1929 wechselte er als Nachfolger von Camillo von Klenze ans College in New York City, wo er den Lehrstuhl für Philologie der deutschen Abteilung leitete. Er starb 1945 in Wisconsin, seine Urne wurde 1948 in Schefflenz beigesetzt.

## Werk
Roedder hat eine sehr große Zahl von Schriften zu Fragen der germanistischen Sprachwissenschaft, insbesondere zu Phonetik, Syntax und vor allem zur Mundartforschung vorgelegt. Daneben hat er rund 500 Schriften von Kollegen rezensiert. Außerdem hat er mit Das südwestdeutsche Reichsdorf in Vergangenheit und Gegenwart sowie Volkssprache und Wortschatz des badischen Frankenlandes auch zwei heimatgeschichtliche Publikationen über Oberschefflenz verfasst, für deren Quellensammlung er in der Zeit von 1903 bis 1927 immer wieder längere Urlaube in Schefflenz verbrachte und in badischen Archiven arbeitete.

## Auszeichnungen
- Ehrendoktor der University of Michigan, Ann Arbor
- Ehrendoktor der Universität Heidelberg
- Ehrenbürger von Schefflenz